# Verteidigungsbezirkskommando 66
Das Verteidigungsbezirkskommando 66 war ein Verteidigungsbezirkskommando der Bundeswehr mit Sitz des Stabs in Landshut. Hauptaufgabe des Kommandos war die Territoriale Verteidigung in seinem Verteidigungsbezirk.

## Geschichte

### Aufstellung
Das Verteidigungsbezirkskommando wurde zur Einnahme der Heeresstruktur II in den 1960er-Jahren als Teil des Territorialheeres ausgeplant und dem Befehlshaber im Wehrbereich VI unterstellt. Angelehnt an die zivile Verwaltungsgliederung entsprach der Verteidigungsbezirk in etwa dem (Regierungs-)Bezirk Niederbayern. Entsprechend war der Standort des Stabs Landshut.

### Wechsel in die Streitkräftebasis
2001 wurde das Territorialheer aufgelöst. Die Wehrbereichskommandos und Verteidigungsbezirkskommandos wurden der neu aufgestellten Streitkräftebasis unterstellt. Die Wehrbereiche und Verteidigungsbezirke wurden grundlegend neu geordnet und ihre Anzahl reduziert. Das Verteidigungsbezirkskommando wechselte zum „neuen“ Wehrbereichskommando IV „Süddeutschland“. Zeitgleich wurde das Verteidigungsbezirkskommando 62 außer Dienst gestellt und dessen Kommandobereich, der etwa dem (Regierungs-)Bezirk Oberpfalz entsprach, dem Verteidigungsbezirk 66 eingegliedert. Die unterstellten Verteidigungskreiskommandos wurden aufgelöst und seine Aufgabe teils den neu aufgestellten Kreisverbindungskommandos übertragen.

### Auflösung
Der feierliche Außerdienststellungsappell fand bereits am 27. Oktober 2006 auf der Burg Trausnitz statt. Das Verteidigungsbezirkskommando wurde bis 2007 vollständig aufgelöst. Einige seiner Aufträge wurden dem neu aufgestellten Landeskommando Bayern und unterstellten Bezirksverbindungskommandos übertragen.

## Gliederung
Das Verteidigungsbezirkskommando umfasste wie die meisten Truppenteile des Territorialheeres nur wenige aktive Soldaten. Erst im Verteidigungsfall konnte das Verteidigungsbezirkskommando durch die Einberufung von Reservisten und die Mobilmachung eingelagerten und zivilen Materials auf eine Truppenstärke anwachsen, die etwa einem Bataillon des Feldheeres entsprach. Die längste Zeit seines Bestehens untergliederte sich das Verteidigungsbezirkskommando abgeleitet von der zivilen Verwaltungsgliederung in Verteidigungskreiskommandos.
Folgende nichtaktive Einheiten waren dem VBK 66 mit Einnahme der Heeresstruktur 5 in den 90er Jahren bis zu ihrer Auflösung 2007 unterstellt:
- Ersatzbataillon 567, Landshut
- Heimatschutzbataillon 862 („Oberpfalz“), Regensburg (ab Auflösung des VBK 62 2001)
- Heimatschutzbataillon 863 („Niederbayern“), Landshut

## Verbandsabzeichen

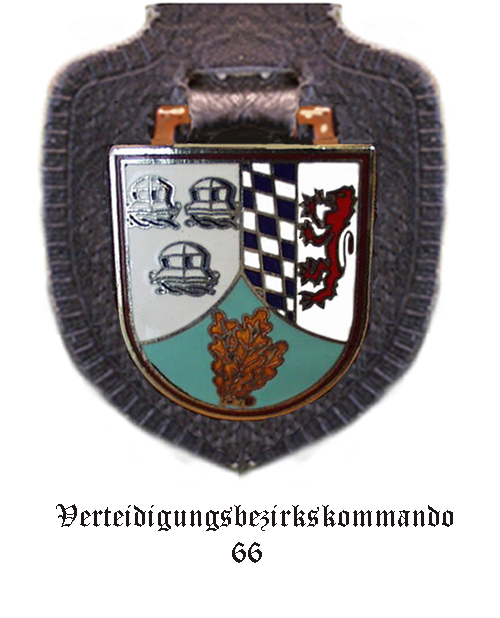
Erste Version des internen Verbandsabzeichens des Stabes/Stabskompanie

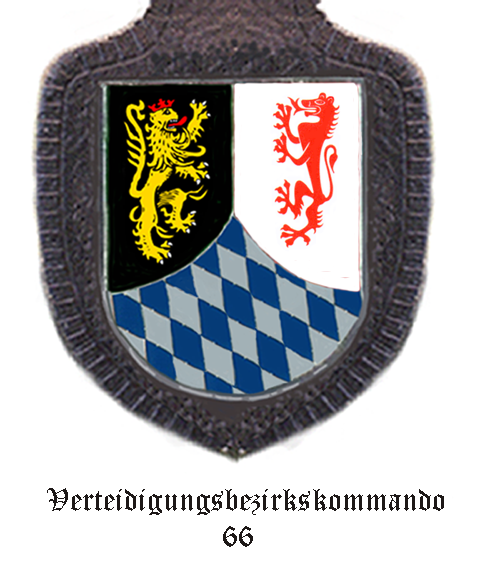
Version des internen Verbandsabzeichens des Stabes/Stabskompanie (ab etwa 2001)

Das Verteidigungsbezirkskommando führte aufgrund seiner Ausplanung als überwiegend nicht aktiver Truppenteil kein eigenes Verbandsabzeichen. Die wenigen aktiven Soldaten trugen daher das Verbandsabzeichen des übergeordneten Wehrbereichskommandos.
Als „Abzeichen“ wurde daher unpräzise manchmal das interne Verbandsabzeichen des Stabes und der Stabskompanie „pars pro toto“ für das gesamte Verteidigungsbezirkskommando genutzt. Als Hinweis auf den Stationierungsraum zeigte das interne Verbandsabzeichen zunächst Figuren aus dem Bezirkswappen Niederbayerns und dem Landshuter Stadtwappen: bayerische Rauten, der rote Panther der Grafen von Orthenburg-Kraiburg und die Landshuter Eisenhüte. Das stehende Eichenlaub auf der grünen Waffenfarbe der Jägertruppe erinnerte als traditionelles Symbol deutscher Landstreitkräfte an das Barettabzeichen der Jägertruppe, die große Teile der dem Verteidigungsbezirkskommando unterstellten Heimatschutztruppe stellte. Nach Eingliederung des Verteidigungsbezirkskommandos 62 wurde das interne Verbandsabzeichen geändert. Aus dem internen Verbandsabzeichen des Stabes des Verteidigungsbezirkskommandos 62 wurde der Pfälzer Löwe auf schwarzem Grund übernommen.